# Juan Carlos Labourdette
Juan Carlos Labourdette (Buenos Aires, 7 de abril de 1910 - 2 de octubre de 1993) fue un escultor argentino.
Inició sus estudios en París, en 1928, bajo la guía del escultor Athanase Apartis, discípulo predilecto de Antoine Bourdelle. Volvió al país en 1935, completando su educación artística en la Academia de Alfredo Bigatti. Fue profesor en las Escuela Nacional de Bellas Artes Prilidiano Pueyrredón, Escuela Superior de Bellas Artes de la Nación Ernesto de la Cárcova y en la Escuela Superior de Artes Plásticas de la Universidad Nacional de Cuyo, provincia de Mendoza. 
Integró el grupo 20 Pintores y Escultores, y en 1973 fue designado académico de número de la Academia Nacional de Bellas Artes, y en 1990 fue designado como académico de honor.[cita requerida]
En 1976 fue invitado por la Fundação Cultural de Curitiba, a dictar un curso sobre escultura en resina de poliéster; fue designado por la Secretaría de Cultura como Jurado en la Sección Escultura del "LXV Salón Nacional", organizado por el Ministerio de Cultura y Educación; y ese mismo año, el músico Cetrángolo le solicitó que adornara con una pequeña talla en madera el clavijero de una viola de gamba. 
A pedido de la Academia Nacional de Bellas Artes, intervino en varias oportunidades en el Premio Dr. Augusto Palanza.

## Exposiciones
Realizó numerosas exposiciones individuales en diversas galerías de la ciudad de Buenos Aires y del interior del país; y participó también en importantes muestras colectivas, entre las que se destacan:
Salón des Indepéndants, Salón des Tuilleries, Salón d´Automne, París, Francia (1931 a 1935); 
- IV Bienal de Arte Moderno, San Pablo, Brasil (1957);
- 150 Años de Arte Argentino, Museo Nacional de Bellas Artes, Buenos Aires;
- Arte Argentino Contemporáneo, Museo de Bellas Artes de Río de Janeiro;
- Arte Sacra Argentina, Palazzo Ruspoli de Roma (1961);
- I Exposition Internationale de Beaux Arts, Saigon, Vietnam (1962);
- Exposition Internationale de Medailles Contemporaines, La Haya, Holanda;
- Arte Argentino Actual, Museo de Arte Moderno de París (1963);
- XVII Salón d´Art Sacré et Realités Spirituelles, Museo de Arte Moderno de París (1967), etc. ..

## Premios
- 1939. Premio Estímulo. Salón Nacional. "Figura de Hombre". Bronce.
- 1941. Premio Adquisición de la Comisión Municipal de Bellas Artes en el VIII Salón Anual de Pergamino. "Figura de Hombre". Bronce. S/Fecha. Premio "La Cantábrica". Salón de la Sociedad Rural Argentina. "Ternero". Terracota.
- 1950. Premio Estímulo. IX Salón de Arte de Mar del Plata. "Ariadna". Bronce.
- 1955. Segundo Premio. Salón de la Plata. "Ysipó". Bronce.
- 1972. Tercer Premio. Salón Nacional. "Almendruco". Talla en nogal.

## Exposiciones Individuales
- 1948. Galería Peuser, Buenos Aires.
- 1950. Galería Viau, Buenos Aires.
- 1952. Galería Alcora, Buenos Aires.
- 1954. Galería Antífona, Buenos Aires.
- 1955. Museo Municipal Dr. Genaro Pérez, Córdoba.
- 1962. Galería Lirolay, Buenos Aires.
- 1963. Galería D'Elía, Mendoza.
- 1964. Galería Lirolay, Buenos Aires.
- 1965. Mercado de Arte, Buenos Aires.
- 1966. Galería Lirolay, Buenos Aires.
- 1971. Galería Colón, Colón, Pcia. de Buenos Aires.
- 1977. Galería Prisma, Buenos Aires.